# 鳥取上村
鳥取上村（とっとりかみそん）は、岡山県赤磐郡にあった村。現在の赤磐市の一部にあたる。

## 地理
砂川の上流域に位置していた。

## 歴史
- 1889年（明治22年）6月1日、町村制の施行により、赤坂郡山口村、由津里村、西窪田村、東窪田村、大苅田村、町苅田村が合併して村制施行し、鳥取上村が発足[1][2]。旧村名を継承した山口、由津里、西窪田、東窪田、大苅田、町苅田の6大字を編成[2]。
- 1900年（明治33年）4月1日、郡の統合により赤磐郡に所属[1][2]。
- 1953年（昭和28年）3月1日、赤磐郡軽部村、笹岡村と合併し、町制施行し赤坂町を新設して廃止された[1][2]。合併後、赤坂町大字山口・由津里・西窪田・東窪田・大苅田・町苅田となる[2]。

### 地名の由来
古代の鳥取郷、中世の鳥取荘の北部に位置することから。

## 産業
- 農業、果樹、赤坂木綿[2]